# 小行星6365
小行星6365（英語：6365 Nickschneider）是一颗围绕太阳公转的小行星。1981年3月1日，舒爾特·巴斯在赛丁泉山发现了此天体。
这颗小行星的绝对星等为338.74383等。